# Drosophila quatrou
Drosophila quatrou este o specie de muște din genul Drosophila, familia Drosophilidae, descrisă de Tsacas în anul 1980.
Este endemică în Camerun. Conform Catalogue of Life specia Drosophila quatrou nu are subspecii cunoscute.